# 昭和 (アルバム)
『昭和』（しょうわ）は、日本のシンガーソングライターである長渕剛の11枚目のオリジナル・アルバム、およびアルバムの12曲目に収録されている楽曲である。
1989年3月25日に東芝EMIのエキスプレスレーベルからリリースされた。前作『LICENSE』（1987年）よりおよそ1年5ヶ月ぶり、セルフカバー・アルバム『NEVER CHANGE』（1988年）より1年ぶりにリリースされた作品であり、全作詞・作曲およびプロデュースを長渕が担当している。
レコーディングには前作に続きギタリストとして矢島賢や笛吹利明が参加しており、音楽性としてはTBS系テレビドラマ『とんぼ』（1988年）にて長渕が演じた小川英二を彷彿させる内容のものや、鹿児島の郷里を描いた曲などで構成され、昭和という時代を長渕として総括したものとなっている。
先行シングルとしてリリースされた「NEVER CHANGE」（1988年）、『とんぼ』の主題歌として使用された「とんぼ」、東映映画『オルゴール』（1989年）の主題歌「激愛」および挿入歌「シェリー」を収録している。
その他、3曲目の「いつかの少年」においては生まれ育った鹿児島を回想し、その時代の純粋な少年の心を持ち続けたいという願望を歌っている。このタイトルは後にリリースされたベスト・アルバム『いつかの少年』（1994年）にも用いられている。
テレビドラマ『とんぼ』によって新たなイメージを打ち出した長渕は、この頃よりさらに俳優の仕事にも注力するようになった中で、演じる役柄は、気さくな人物から、粗暴とも思われかねない役柄へと変化していった。
本作は昭和から平成へと元号が変わった節目にリリースされ、オリコンチャートでは最高位1位を獲得し、売上は約63万枚と当時ではデビュー以来最高の売上を記録している。

## 背景
前作『NEVER CHANGE』（1988年）リリース後、長渕は4月20日の宮城県民会館より6月19日の初の東京ドーム公演に至るまで、全国18都市全20公演におよぶライブツアー「LIVE'88 NEVER CHANGE」を開催した。
プライベートでは、前年に結婚した女優の志穂美悦子との間に長女となる文音が3月17日に誕生し、その事をテーマとしたシングル「NEVER CHANGE」（1988年）を5月25日にリリース。前オリジナルアルバム『LICENSE』（1987年）では、生まれ育った鹿児島と、育ててくれた両親への思いが歌われているが、本作においては、逆に今度は自分が親になったときの心境を歌っている。それがこの曲であり、2005年までファンクラブのホームページのタイトルにも使用されていた。
また音楽以外の活動としては、前年に放送されたTBS系テレビドラマ『親子ジグザグ』（1987年）からスタッフを引き継ぐ形で10月7日より11月25日までの全8回で『とんぼ』（1988年）が放送された。前作までのテレビドラマでは家族、親子をテーマにした作品が多かった長渕だが、本作ではそれまでと異なりヤクザが主人公という人間愛を根底にしたドラマであり、現代の表社会の無関心な状況に対する怒りを題材としていた。本作は脚本家の黒土三男と長渕とのプライベートでの接触から着想されたものであり、『家族ゲーム』（1983年）以来の付き合いであるプロデューサーの柳井満と意見の相違によって最初から対立することとなった。しかし、黒土の「見てくれる人たちこそを喜ばせたい」との信念からプロデューサーの意見を聞かず、最後まで黒土と長渕の2人の話し合いでストーリーを制作することとなった。この時期の長渕は完全に役になり切っており、撮影が終了しても役から抜けられず、周囲のスタッフに暴力的になっていたと述懐している。また本職のヤクザから「英二さん、カッコいいっすね」と褒められることもあったという。撮影後には黒土の家で食事を共にするなど、黒土との親交が深まっていった時期でもあった。
ゴールデンタイムにはそぐわない内容であったが、視聴率は最終回においては21.8%を獲得するなどヒット作品となり、また同ドラマの主題歌「とんぼ」（1988年）をドラマ放送中の10月26日にシングルとしてリリースし、オリコンチャートでは5週連続で1位を獲得し約104万枚を売り上げ、細川たかしの「矢切の渡し」（1983年）以来となる5年ぶりのミリオンセラーとなった。その後、12月3日にはNHK総合テレビドラマ『うさぎの休日』（1988年）が放送された。本ドラマは『とんぼ』より以前に撮影されていた作品であり、長渕は家一軒持つこともかなわないサラリーマンの悲哀を演じている。その翌日の12月4日にはシングル4曲入りのミニ・アルバム『SINGLE COLLECTION』（1988年）をリリースした。
1989年に入り、1月7日に昭和天皇の崩御により元号が昭和から平成へと変更された。この時期に長渕はプロデューサーの柳井と決別し黒土と共に映画界に進出、『とんぼ』をベースとした映画『オルゴール』（1989年）の制作に取り掛かる。映画は3月11日に全国にて公開され、配給収入が約14億円と関係者の予想を上回る結果を出した。なお、本作にて脚本家の黒土は映画監督デビューを果たしている。さらに、本映画の主題歌であった「激愛」（1989年）を2月8日にリリースし、オリコンチャートにて2週連続で1位を獲得、約44万枚を売り上げるヒット曲となった。

## 音楽性
文芸雑誌『別冊カドカワ 総力特集 長渕剛』にて音楽ライターの藤井徹貫は、「ドラマ『とんぼ』の主人公・英二と長渕自身が重なる。その虚と実が同じ真実を求めて歌う」、「『表と裏』を虚実一体という形で体現したのではないだろうか」と述べている。
文芸雑誌『文藝別冊 長渕剛 民衆の怒りと祈りの歌』にてライターの水越真紀は、「昭和時代に子ども時代を過ごした鹿児島への思いを歌う『いつかの少年』では、貧しく陰鬱だった当時の生活を繊細に述懐」、「かれにとっての『昭和』とはそういう時代であり、同時にさらに憎しみをあらわにする東京での、街全体との衝突の時代でもあったということか」、「『昭和』で静かに噴出するような解放感は、話題になる愛国的言動とは遠いものに感じる」と述べている。

## リリース
アルバムは1989年3月25日に東芝EMIのエキスプレスレーベルより、LP、カセットテープ、CDの3形態でリリースされた。発売当時は消費税導入直前だった為、一般的な1枚物のCDは1989年4月1日より3,200円から3,008円に価格変更されたが、本CDはそれを見越して発売時から3,008円でリリースされ、消費税導入後も価格変更は行われなかった。
なお、本作はLP盤のリリースが最後になったアルバムである。
その後、2006年2月8日には24ビット・デジタル・リマスタリング化されて再リリースされている。

## プロモーション
本作に関するテレビ出演は、1988年5月18日にフジテレビ系音楽番組『夜のヒットスタジオDELUXE』（1985年 - 1989年）に出演し「NEVER CHANGE」を演奏した他、12月1日にはTBS系音楽番組『ザ・ベストテン』（1978年 - 1989年）にて第1位を獲得し「とんぼ」を演奏、3月8日には再び『夜のヒットスタジオDELUXE』に出演し、「とんぼ」と「激愛」を演奏した。

## アートワーク
本作のジャケットは写真家の大川装一郎により撮影された長渕の近影である。この写真に関し後にリリースされたベスト・アルバム『いつかの少年』（1994年）のライナーノーツにおいて作家の髙山文彦は、「長かった髪は短く刈り込まれ不精髭が生えた。立ち上がった彼の眼は、この世の中の実相をはっきりと映していた。そのときどんな顔をしていたかは、アルバム『昭和』のジャケットで、フォトグラファー大川装一郎のカメラが克明にとらえている」と記している。
文芸雑誌『別冊カドカワ 総力特集 長渕剛』では、「遺影とも思えるジャケット。そこにある昭和の文字に換え、色即是空と入れても成立しそうだ」と表記されている。

## ツアー
本作を受けてのコンサートツアーは「LIVE'89 昭和 」と題し、1989年3月29日の豊田市民文化会館を皮切りに24都市全32公演が行われた。このツアーでは4月12日、13日に鹿児島県総合体育センター、5月21日、22日に国立代々木競技場、6月8日、9日に名古屋レインボーホール、6月19日、20日に大阪城ホール、7月13日、14日に横浜アリーナと2日間連続公演が多く開催された。また、ツアーファイナルとなった横浜アリーナ公演の模様がライブ・アルバム『長渕剛LIVE'89』（1990年）としてリリースされた。

## 批評
| 専門評論家によるレビュー             | 専門評論家によるレビュー |
| レビュー・スコア                     | レビュー・スコア         |
| 出典                                 | 評価                     |
| ------------------------------------ | ------------------------ |
| CDジャーナル                         | 肯定的                   |
| 別冊カドカワ 総力特集 長渕剛         | 肯定的                   |
| 文藝別冊 長渕剛 民衆の怒りと祈りの歌 | 肯定的                   |

音楽情報サイト『CDジャーナル』では、「1989年発表のコンセプチュアルなオリジナル・アルバム。“昭和”という時代の終わりと、自らの人生を重ね合わせた奥深い表現が彼らしい」と肯定的な評価を下している。
文芸雑誌『別冊カドカワ 総力特集 長渕剛』において音楽ライターの藤井徹貫は、「胸の最も痛い所、それは小さな蛇の目の的だが、そこをズガガガガーンと撃ち抜かれる歌が次々に飛び出す。『いつかの少年』『NEVER CHANGE』『とんぼ』『くそったれの人生』など、長渕剛を語る上で欠かせない歌ばかりだ」と肯定的な評価を下している。
文芸雑誌『文藝別冊 長渕剛 民衆の怒りと祈りの歌』では、「男たちをナイーヴにさせる昭和年間を、あるいはその終わりを、時に愛国的言動で知られる長渕剛はどう歌ったのか? それは意外にも解放感だった」、「前年の長女誕生をストレートに歌う『NEVER CHANGE』も収録されているが、この無条件の幸福感も、他のナンバーの辛辣さや憎しみといった感情と違和感なく両立している」と肯定的な評価を下している。

## チャート成績
オリコンチャートでは最高位1位となり、売り上げは約63万枚となった。また、2006年の再発版では238位となった。

## 収録曲

### LP盤 / CT盤
| 全作詞・作曲: 長渕剛。 |                      |           |            |                  |      |
| #                      | タイトル             | 作詞      | 作曲・編曲 | 編曲             | 時間 |
| 1.                     | 「くそったれの人生」 | 長渕剛    | 長渕剛     | 矢島賢、長渕剛   | 4:54 |
| 2.                     | 「GO STRAIGHT」      | 長渕剛    | 長渕剛     | 瀬尾一三、長渕剛 | 4:06 |
| 3.                     | 「いつかの少年」     | 長渕剛    | 長渕剛     | 瀬尾一三、長渕剛 | 6:07 |
| 4.                     | 「とんぼ」           | 長渕剛    | 長渕剛     | 瀬尾一三、長渕剛 | 6:11 |
| 5.                     | 「シェリー」         | 長渕剛    | 長渕剛     | 笛吹利明         | 6:05 |
| 6.                     | 「激愛」             | 長渕剛    | 長渕剛     | 瀬尾一三         | 6:32 |
| 合計時間:              | 合計時間:            | 合計時間: | 33:55      |                  |      |

| #         | タイトル                       | 作詞      | 作曲・編曲 | 編曲             | 時間 |
| --------- | ------------------------------ | --------- | ---------- | ---------------- | ---- |
| 7.        | 「NEVER CHANGE」               |           |            | 瀬尾一三、長渕剛 | 5:41 |
| 8.        | 「プン プン プン」             |           |            | 中西康晴、長渕剛 | 5:33 |
| 9.        | 「裸足のまんまで」             |           |            | 中西康晴、長渕剛 | 4:14 |
| 10.       | 「ほんまにうち寂しかったんよ」 |           |            | 矢島賢、長渕剛   | 5:45 |
| 11.       | 「明け方までにはケリがつく」   |           |            | 矢島賢、長渕剛   | 5:33 |
| 12.       | 「昭和」                       |           |            | 瀬尾一三         | 6:00 |
| 合計時間: | 合計時間:                      | 合計時間: | 32:46      |                  |      |

### CD盤
| 全作詞・作曲: 長渕剛。 |                                |           |            |                  |      |
| #                      | タイトル                       | 作詞      | 作曲・編曲 | 編曲             | 時間 |
| 1.                     | 「くそったれの人生」           | 長渕剛    | 長渕剛     | 矢島賢、長渕剛   | 4:54 |
| 2.                     | 「GO STRAIGHT」                | 長渕剛    | 長渕剛     | 瀬尾一三、長渕剛 | 4:06 |
| 3.                     | 「いつかの少年」               | 長渕剛    | 長渕剛     | 瀬尾一三、長渕剛 | 6:07 |
| 4.                     | 「とんぼ」                     | 長渕剛    | 長渕剛     | 瀬尾一三、長渕剛 | 6:11 |
| 5.                     | 「シェリー」                   | 長渕剛    | 長渕剛     | 笛吹利明         | 6:05 |
| 6.                     | 「激愛」                       | 長渕剛    | 長渕剛     | 瀬尾一三         | 6:32 |
| 7.                     | 「NEVER CHANGE」               | 長渕剛    | 長渕剛     | 瀬尾一三、長渕剛 | 5:41 |
| 8.                     | 「プン プン プン」             | 長渕剛    | 長渕剛     | 中西康晴、長渕剛 | 5:33 |
| 9.                     | 「裸足のまんまで」             | 長渕剛    | 長渕剛     | 中西康晴、長渕剛 | 4:14 |
| 10.                    | 「ほんまにうち寂しかったんよ」 | 長渕剛    | 長渕剛     | 矢島賢、長渕剛   | 5:45 |
| 11.                    | 「明け方までにはケリがつく」   | 長渕剛    | 長渕剛     | 矢島賢、長渕剛   | 5:33 |
| 12.                    | 「昭和」                       | 長渕剛    | 長渕剛     | 瀬尾一三         | 6:00 |
| 合計時間:              | 合計時間:                      | 合計時間: | 66:41      |                  |      |

### 曲解説

#### A面
1. 「くそったれの人生」
2. 「GO STRAIGHT」
3. 「いつかの少年」
『LICENSE』に次ぐ、自らの幼い頃の家庭環境を歌った曲。
4. 「とんぼ」
ドラマの主題歌としてミリオンセラーを記録したが、もともとは、長渕が鹿児島から東京へとミュージシャンとして生活していくためにやってきて、その東京での理不尽さ、やりきれなさに対して抗った歌である。またシングル版とは同じ音源ではあるが、このアルバムに収録されているものは、かなりエコーが抑えられたリミックスバージョンとなっている。
5. 「シェリー」
主演映画『オルゴール』の挿入歌。印象的なアコースティックギターは笛吹利明の演奏で、笛吹自身もお気に入りの演奏だという。また笛吹は後年この曲名を冠したギターブランド『シェリーギター』を立ち上げている。
6. 「激愛」
主演映画『オルゴール』の主題歌。

#### B面
1. 「NEVER CHANGE」
再婚した悦子夫人の長女、長渕文音（製作スタッフのクレジットにも名前表記あり）の出産に立ち会った時のことを歌にしている。2005年まで、長渕剛オフィシャルHPのタイトルネームにも使われていた。本アルバムに収録されているバージョンでは、その長女の産声が間奏に収められている。
シングルバージョンをリミックスし、ボーカルのみ新録音で収録されている。
2. 「プン プン プン」
3. 「裸足のまんまで」
4. 「ほんまにうち寂しかったんよ」
5. 「明け方までにはケリがつく」
6. 「昭和」
ライブビデオ『LICENSE』の中で原曲を作曲しているシーンがある。

## スタッフ・クレジット

### 参加ミュージシャン
- 島村英二 - ドラムス
- 岡沢章 - ベース
- 高水健司 - ベース（4曲目）
- 美久月千晴 - ベース（1曲目）
- 富倉安生 - ベース（8曲目）
- 矢島賢 - エレクトリック・ギター
- 長渕剛 - アコースティック・ギター、ハーモニカ
- 笛吹利明 - アコースティック・ギター、フラット・マンドリン
- 中西康晴 - キーボード
- 国吉良一 - キーボード（5,11曲目）
- 富樫春生 - キーボード（3曲目）
- 浜田良美 - バックグラウンドボーカル
- The MUGIFUMI - バックグラウンドボーカル
- 友田グループ - ストリングス

### スタッフ
- 山里剛（ヤマハ音楽振興会） - ディレクター
- 下河辺晴三（東芝EMI） - ディレクター
- 石塚良一 (Z's) - レコーディング・エンジニア、リミックス・エンジニア
- 掛潤一 (Z's) - 追加エンジニア
- 矢島賢 - 追加エンジニア
- ハヤカワカズノリ (Epicurus) - アシスタント・エンジニア
- 加藤謙吾 (Epicurus) - アシスタント・エンジニア
- 竹原具隆 (Vincent) - アシスタント・エンジニア
- 正井豊 (Z'd) - アシスタント・エンジニア
- 内門幸二 (Sound Valley) - アシスタント・エンジニア
- 中山信彦 (Z's) - マニピュレーター
- 瀬尾一三 - マニピュレーター
- 福田竜太 (Tight Rope) - マニピュレーター
- 相川洋一 (Terra EMI) - デジタル・エディット
- 荒木浩三 (MUSIC LAND) - ミュージシャン・コーディネーター
- はらだよしなり (MUSIC LAND) - ミュージシャン・コーディネーター
- ないとうみつこ（ヤマハ音楽振興会） - サウンド・コーディネーター
- 高谷朋子 (Z's) - サウンド・コーディネーター
- 笹川章光 (Office Sistema) - エキップメント
- 田中松五郎（ユイ音楽工房） - チーフ・マネージャー
- 和井内貞宣（ユイ音楽工房） - パーソナル・マネージャー
- 石田徳夫（ヤマハ音楽振興会） - A&R
- 渋谷高行（ユイ音楽工房） - A&R
- ひらたしょういち（東芝EMI） - A&R
- 瀧口幸男（東芝EMI） - A&R
- 次田勝広 - アート・ディレクション
- 大川奘一郎 - 写真撮影
- Mr.T for offering Old Gibson Guitar - スペシャル・サンクス
- あきもとまさひろ (SONY Pro Audio) - スペシャル・サンクス
- CREO - スペシャル・サンクス
- オフィス・レン - スペシャル・サンクス
- 長渕文音 - スペシャル・サンクス
- 川上源一（ヤマハ音楽振興会） - エグゼクティブ・プロデューサー
- 後藤由多加（ユイ音楽工房） - エグゼクティブ・プロデューサー

## リリース履歴
| No. | 日付          | レーベル              | 規格     | 規格品番                                     | 最高順位 | 備考                                           |
| --- | ------------- | --------------------- | -------- | -------------------------------------------- | -------- | ---------------------------------------------- |
| 1   | 1989年3月25日 | 東芝EMI／エキスプレス | LP CT CD | RT28-5400 (LP) ZT28-5400 (CT) CT32-5400 (CD) | 1位      |                                                |
| 2   | 2006年2月8日  | 東芝EMI／エキスプレス | CD       | TOCT-25954                                   | 238位    | 24ビット・デジタルリマスター、紙ジャケット仕様 |